# Sinictinogomphus
Sinictinogomphus is een geslacht van libellen (Odonata) uit de familie van de rombouten (Gomphidae).

## Soorten
Sinictinogomphus omvat 1 soort:
- Sinictinogomphus clavatus (Fabricius, 1775)